# Pravisdomini
Pravisdomini là một đô thị ở tỉnh Pordenone trong vùng Friuli-Venezia Giulia, có cự ly khoảng 90 km về phía tây của Trieste và khoảng 15 km về phía nam của Pordenone. Tại thời điểm ngày 31 tháng 12 năm 2004, đô thị này có dân số 2.923 người và diện tích là 16,1 km².
Pravisdomini giáp các đô thị: Annone Veneto, Azzano Decimo, Chions, Meduna di Livenza, Pasiano di Pordenone, Pramaggiore.